# 桜井一宏
桜井 一宏（さくらい かずひろ、1976年11月4日 - ）は、日本の実業家。日本酒「獺祭」で知られる株式会社獺祭（旧・旭酒造）の代表取締役社長、四代目蔵元。

## 来歴
山口県玖珂郡周東町獺越（現：岩国市周東町獺越）の酒蔵・旭酒造の三代目・桜井博志の長男として生まれる。広島学院高校までは実家から通い、早稲田大学社会科学部進学時に上京、2003年（平成15年）3月に大学を卒業。当時、日本酒業界自体が売り上げを落としており、実家から送られてくる『獺祭』はおいしいと思っていたものの「我が子のために送った特別な酒」ぐらいの感想しか抱いておらず、家業を継ぐつもりも無く、そのまま東京で酒造とは無関係の大手メーカー・平和に入社し、人事関係の仕事に就いた。しかし、ある日、仕事後に入った居酒屋で『獺祭』を注文して呑んだ際に「他の日本酒よりも美味しい」ことに気づき、そこで家業での独自の醸造方法やこだわりを知ることになって家業の可能性を感じ、2006年に改めて旭酒造に入社することになる。
旭酒造に入社後は製造部門での修業を経て2007年に常務執行役に就任、2010年より取締役副社長として海外マーケティングを任される。アメリカで現地営業のノウハウもないまま飲食店や酒屋に一軒一軒飛び込み営業をかけ、地道に現地での獺祭の存在感を増していった。
2016年9月28日付で父の跡を継ぎ代表取締役社長に就任した。